# Hostivice (stacja kolejowa)
Hostivice – stacja kolejowa w miejscowości Hostivice, w kraju środkowoczeskim, w Czechach. Znajduje się na wysokości 355 m n.p.m.
Na stacji istnieje możliwość zakupu biletów na wszystkiego rodzaju pociągi w tym również międzynarodowe. 

## Linie kolejowe
- 120 Praha - Kladno - Lužná u Rakovníka - Rakovník
- 121 Hostivice - Podlešín
- 122 Praha - Hostivice - Rudná u Prahy